# Коно Байреї
Коно Байреї (*幸野 楳嶺, 3 березня 1844 — 20 лютого 1895) — японський художник кінця періоду Едо і періоду Мейдзі. Мав псевдоніми Сідзун, Тоандьо, Хоппо, Какурокуен.

## Життєпис
Справжнє прізвище Ясуда. Народився у 1844 році в Кіото, отримавши ім'я Какусабуро. З дитинства виявив хист до малювання. 1852 року став учнем Накадзіми Райсо, представника школу Маруяма. В цей час змінив ім'я на Байреї. Після смерті вчителя у 1871 році навчався у Сіокава Бунріна, представника школи Сідзо. Крім занять живописом, художник вивчав китайську літературу, праці Конфуція, навчався каліграфії.
Після смерті цього вчителя у 1877 році разом з Ґеннйо, настоятелем монастиря Хігасі Хонґан-дзі (м. Кіото), мандрував островом Кюсю і центральною частиною Хонсю, під час якою зробив багато малюнків. Доволі швидко став художнім авторитетом серед митців Кіото.
1878 року став готуватися до відкриття власної художньої школи, яку було відкрито 1881 року. Це стало першою школою малювання, де велося викладання за західним зразком. Тут працював до 1891 року. Учнями Коно Байреї були Такеуті Сейхо, Каваі Ґйокудо, Уемура Сьоен.
У 1893 році став членом Художнього комітету імператорського дому. У 1894 році отримав замовлення на розпис кімнат Хігасі Хонган-дзі. Помер у Кіото в 1895 році.

## Творчість
Окрім школ своїх вчителем запозичив частково стиль школи Нанга. Спочатку створював картини у жанрі укійо-е. Втім спеціалізуватися зрештою став на жанрі като-е (зображення квітів і птахів). Є автором величезної кількості станкових гравюр, кількох ілюстрованих книг і альбомів. Особливе місце серед них займає «Альбом птахів і квітів» (1883 рік), в якому художник використовував оригінальний прийом зображення птахів і квітів в певну пору року. Гравюри виходили як окремими виданнями, так і комбінувалися блоками: весна/літо, осін/ зима. Інші роботи — альбоми з гравюрами «Сто птахів» (витримав три видання в 1891, 1892 і 1896 роках), «Сто квітучих рослин» (вперше був виданий посмертно в 1901 році), «100 виглядів хризантем» (1892 рік). Також у доробку Коно Байреї є пейзажі, де відчувається вплив західноєвропейського реалізму.
Його втори часто відзначені сміливими мазками, відображають чарівність і делікатність.

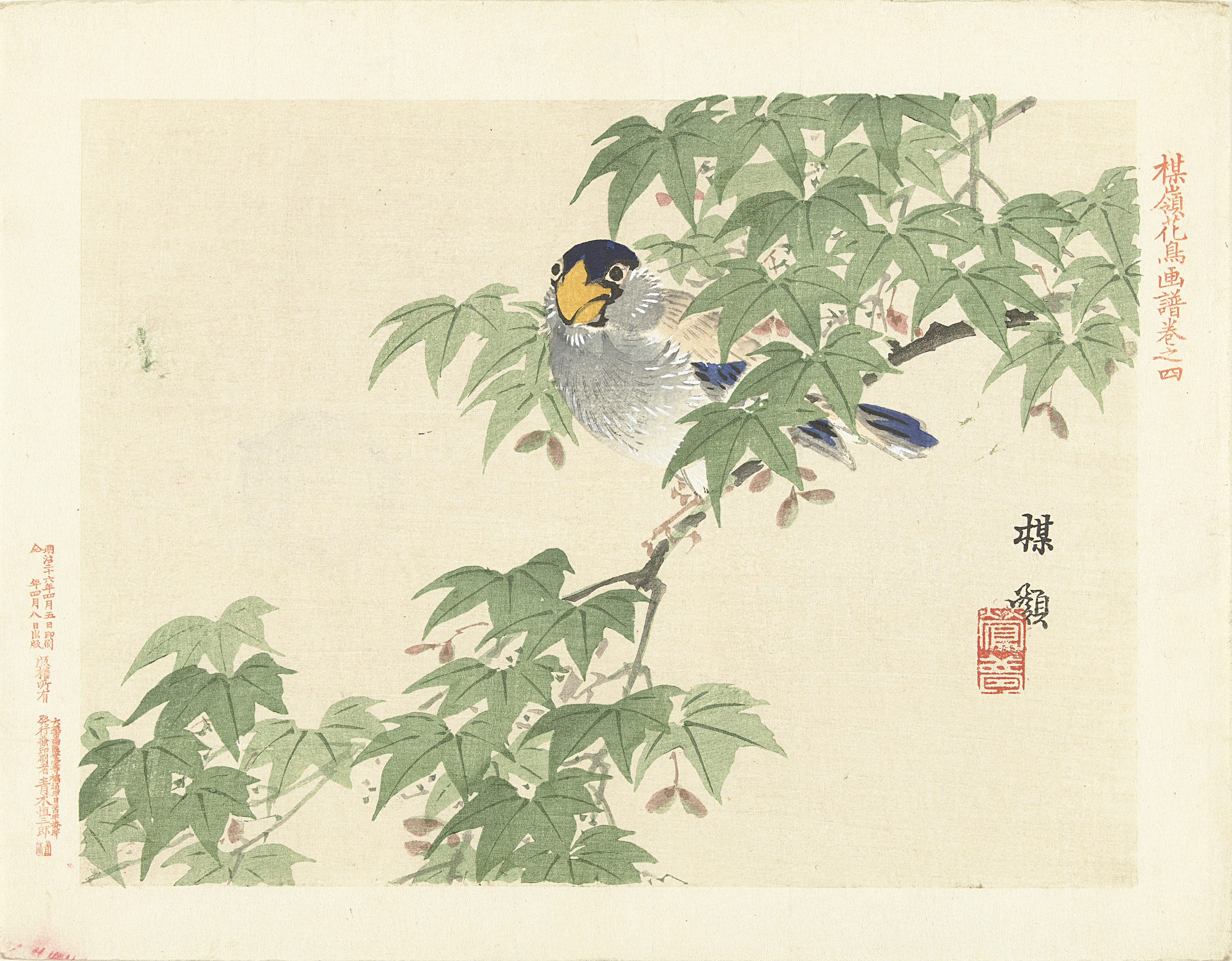
Сіро-блакитний птах
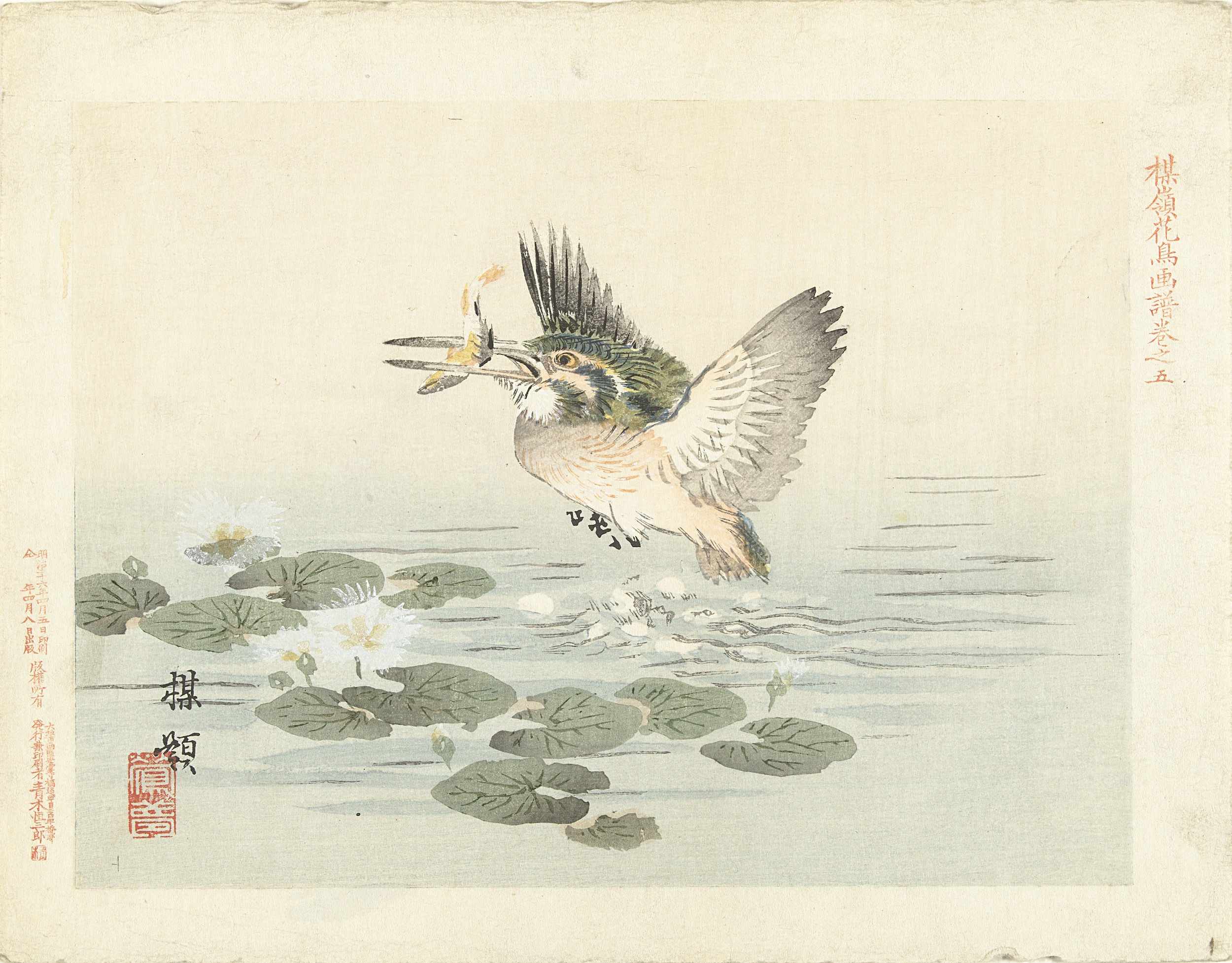
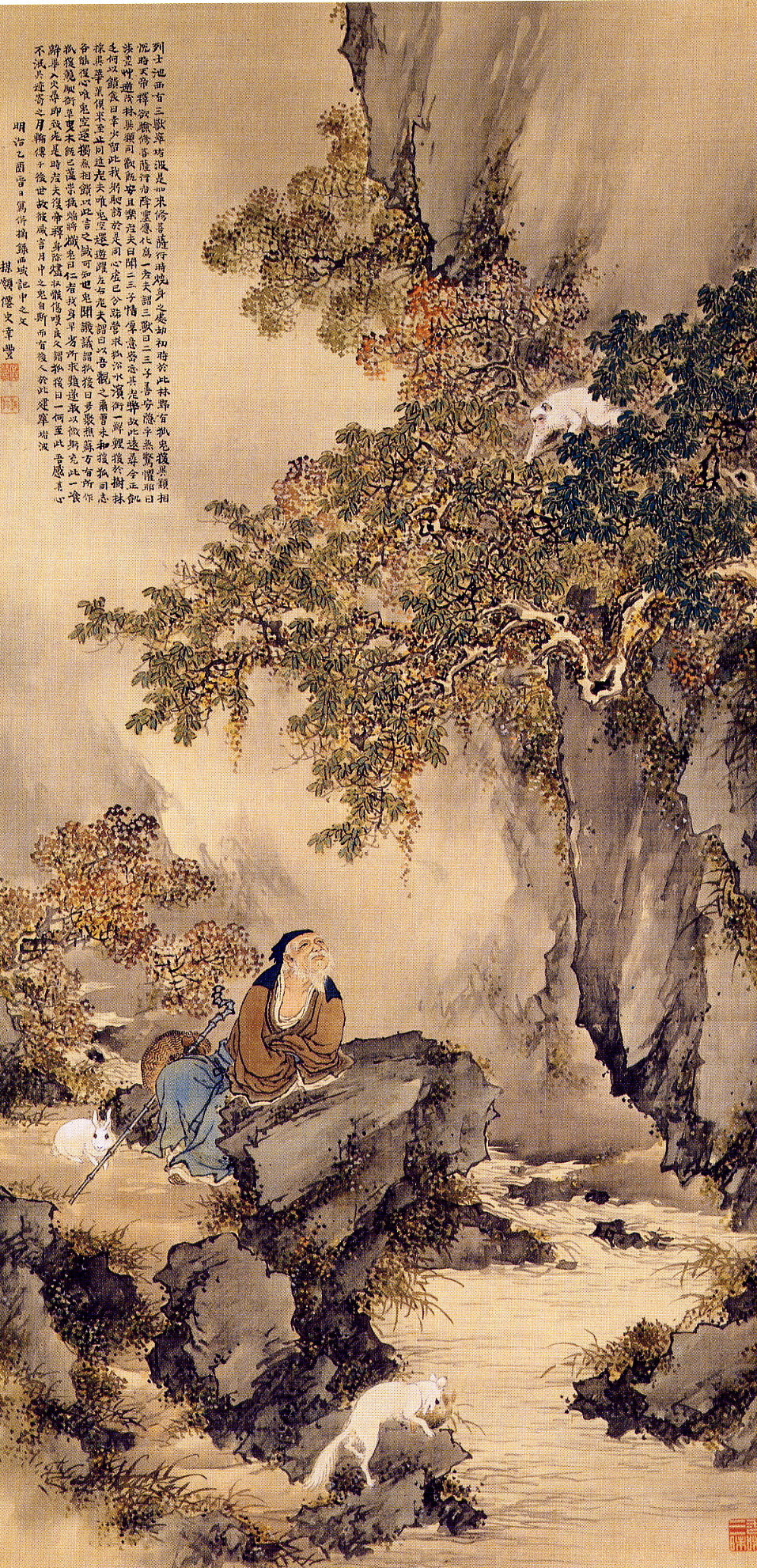
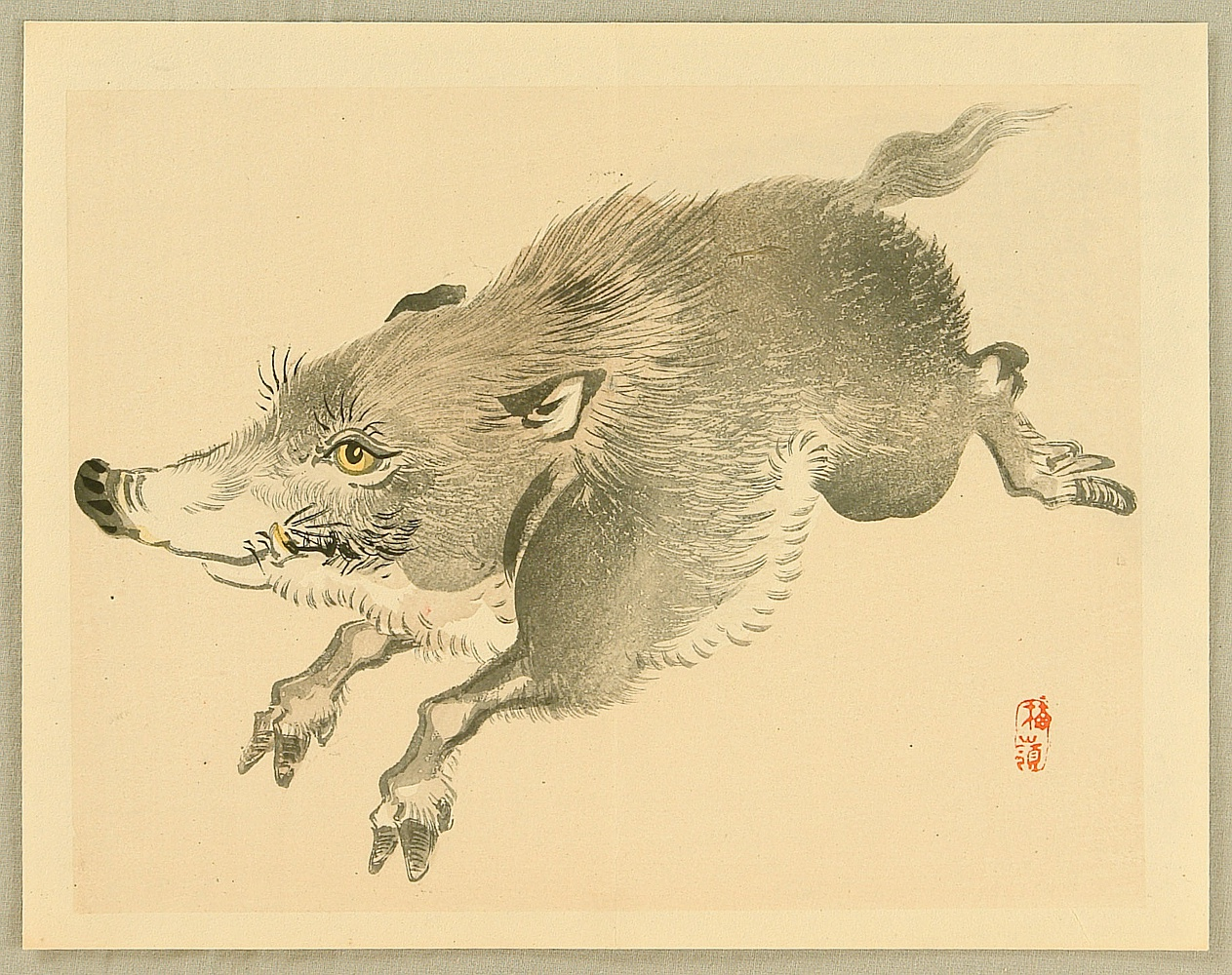
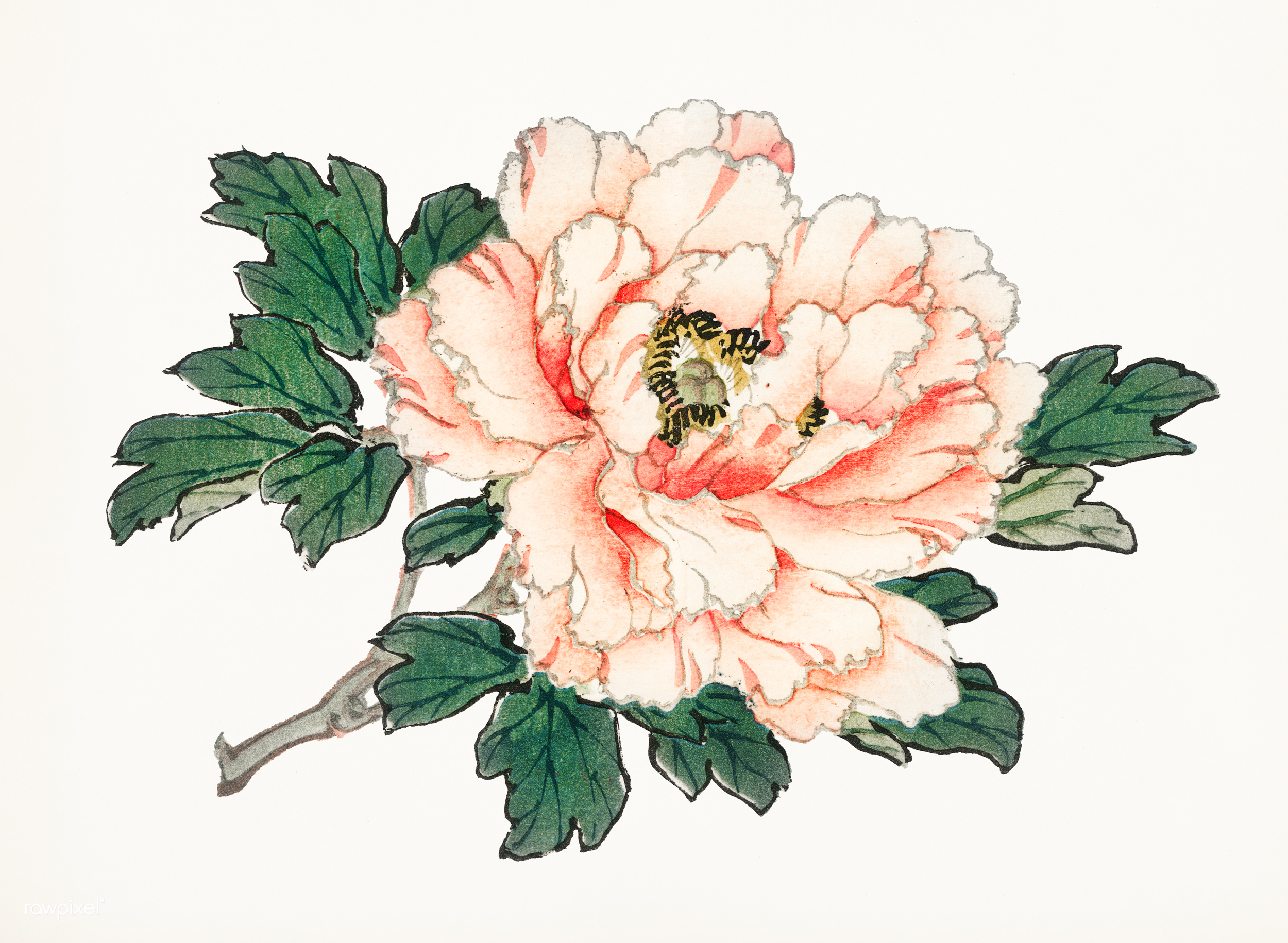